# (200145) 1998 DJ37
(200145) 1998 DJ37 es un asteroide perteneciente al cinturón de asteroides, descubierto el 28 de febrero de 1998 por Claes-Ingvar Lagerkvist desde el Observatorio de La Silla, Chile.

## Designación y nombre
Designado provisionalmente como 1998 DJ37.

## Características orbitales
1998 DJ37 está situado a una distancia media del Sol de 2,409 ua, pudiendo alejarse hasta 2,850 ua y acercarse hasta 1,969 ua. Su excentricidad es 0,182 y la inclinación orbital 5,628 grados. Emplea 1366,35 días en completar una órbita alrededor del Sol.

## Características físicas
La magnitud absoluta de 1998 DJ37 es 16,5.